# Conculus
Genre
Synonymes
- Conoculus Kishida, 1940

Conculus est un genre d'araignées aranéomorphes de la famille des Anapidae.

## Distribution
Les espèces de ce genre se rencontrent en Asie du Sud-Est, en Asie de l'Est et en Nouvelle-Guinée.

## Liste des espèces
Selon World Spider Catalog (version 26, 25/02/2025) :
- Conculus grossus (Forster, 1959)
- Conculus lyugadinus Komatsu, 1940
- Conculus sagadaensis Zhang & Lin, 2019
- Conculus simboggulensis Paik, 1971
- Conculus yaoi Zhang & Lin, 2019

## Systématique et taxinomie
Ce genre a été décrit par Kishida en 1940 dans les Linyphiidae. Il est placé dans les Symphytognathidae par Yaginuma en 1963 puis dans les Anapidae par Brignoli en 1981.

## Publication originale
- Komatsu, 1940 : « On five species of spiders found in the Ryûgadô Cave, Tosa province. » Acta Arachnologica, vol. 5, no 3, p. 186-195.